# Деніел Карчілло
Деніел Карчілло (англ. Daniel Carcillo; 28 січня 1985, м. Кінг, Канада) — канадський хокеїст, лівий нападник. Виступає за «Чикаго Блекгокс» у Національній хокейній лізі.
За походженням італієць. Виступав за «Сарнія Стінг» (ОХЛ), «Міссіссога АйсДогс» (ОХЛ), «Вілкс-Барре/Скрентон Пінгвінс» (АХЛ), «Фінікс Койотс», «Сан-Антоніо Ремпедж» (АХЛ), «Філадельфія Флайєрс», «Чикаго Блекгокс», «Лос-Анджелес Кінгс», «Нью-Йорк Рейнджерс».
В чемпіонатах НХЛ — 429 матчів (48+52), у турнірах Кубка Стенлі — 45 матчів (7+7).
У складі юніорської збірної Канади учасник чемпіонату світу 2003.
Досягнення
- Володар Кубка Стенлі (2013, 2015)
- Переможець юніорського чемпіонату світу (2003)